# Flex Your Head
Flex Your Head – składanka prezentująca wykonawców związanych z wytwórnią Dischord Records. Została wydana w styczniu 1982 roku. Wszystkie utwory nagrano w Inner Ear Studios w okresie od października 1980 do maja 1981.

## Lista wykonawców i utworów
1. The Teen Idles – "I Drink Milk" (I. MacKaye, The Teen Idles) – 1:08
2. The Teen Idles – "Commie Song" (I. MacKaye, The Teen Idles) – 1:01
3. The Teen Idles – "No Fun" (I. Pop, D. Alexander, R. Asheton, S. Asheton) – 2:24
4. Untouchables – "Rat Patrol" (A. MacKaye) – 1:00
5. Untouchables – "Nic Fit" (A. MacKaye) – 1:01
6. Untouchables – "I Hate You" (A. MacKaye) – 1:18
7. State of Alert – "I Hate the Kids" (L. Preslar, H. Garfield) – 0:39
8. State of Alert – "Disease" (N. Garratt, C. Harper) – 0:28
9. State of Alert – "Steppin' Stone" (T. Boyce, B. Hart) – 1:50
10. Minor Threat – "Stand Up" (I. MacKaye) – 0:53
11. Minor Threat – "12XU" (B. Gilbert, G. Lewis, C. Newman, R. Gotobed) – 1:04
12. Government Issue – "Hey Ronnie" (B. Gay) – 1:09
13. Government Issue – "Lie, Cheat & Steal" (J. Stabb Schroeder) – 0:45
14. Youth Brigade – "Moral Majority" (N. Strejcek) – 1:06
15. Youth Brigade – "Waste of Time" (B. Queiroz, T. Clinton) – 0:52
16. Youth Brigade – "Last Word" (N. Strejcek, B. Queiroz) – 1:17
17. Red C – "Jimi 45" (E. Lagdameo, P. Murray, T. Young) – 1:20
18. Red C – "Pressure's On" (P. Murray) – 1:40
19. Red C – "Six O'Clock News" (E. Lagdameo, P. Murray) – 2:04
20. Red C – "Assassin" (E. Lagdameo, P. Murray, T. Young) – 0:50
21. Void – "Dehumanized" (J. Weiffenbach) – 1:16
22. Void – "Authority" (J. Weiffenbach, B. Dupree) – 0:49
23. Void – "My Rules" (S. Finnegan) – 0:53
24. Iron Cross – "Wargames" (W. Blow) – 1:22
25. Iron Cross – "New Breed" (S. Grey, D. Ferrando) – 1:22
26. Iron Cross – "Live for Now" (D. Ferrando) – 2:05
27. Artificial Peace – "Artificial Peace" (S. Polcari) – 1:39
28. Artificial Peace – "Outside Looking in" (S. Polcari; R. Moss) – 0:59
29. Artificial Peace – "Suburban Wasteland" (S. Polcari) – 1:55
30. Deadline – "Stolen Youth" (R. Hare, B. Canty) – 1:43
31. Deadline – "Hear the Cry" (B. Canty) – 1:02
32. Deadline – "Aftermath" (R. Hare, B. Canty) – 2:11

## Składy
| The Teen Idles - Nathan Strejcek – śpiew - Geordie Grindle – gitara - Ian MacKaye – gitara basowa - Jeff Nelson – perkusja Untouchables - Alec MacKaye – śpiew - Eddie Janney – gitara - Bert Queiroz – gitara basowa - Rich Moore – perkusja State of Alert - Henry Garfield – śpiew - Michael Hampton – gitara - Wendel Blow – gitara basowa - Simon Jacobsen – perkusja Minor Threat - Ian MacKaye – śpiew - Jeff Nelson – perkusja - Brian Baker – gitara basowa - Lyle Preslar – gitara |  | Government Issue - John Stabb – śpiew - John Barry – gitara - Brian Gay – gitara basowa - Marc Alberstadt – perkusja Youth Brigade - Nathan Strejcek – śpiew - Tom Clinton – gitara - Bert Queiroz – gitara basowa - Danny Ingram – perkusja Red C - Tomas Squip – perkusja - Eric L. – śpiew - Toni Young – gitara basowa - Pete Murray – gitara |  | Void - Bubba Dupree – gitara - Sean Finnegan – perkusja - Chris Stover – gitara basowa - John Weiffenbach – śpiew Iron Cross - Sab Grey – śpiew - Mark Haggerty – gitara - Wendle Blow – gitara basowa - Dante Ferrando – perkusja Artificial Peace - Steve Polcari – śpiew - Pete Murray – gitara - Rob Moss – gitara basowa - Mike Manos – perkusja Deadline - Ray Hare – śpiew - Christian Caron – gitara - Terry Scanlon – gitara basowa - Brendan Canty – perkusja |